# Pontus Nordenberg
Pontus Bent Olov Nordenberg, född 16 februari 1995, är en svensk fotbollsspelare som spelar för Nyköpings BIS.

## Karriär
Nordenbergs moderklubb är Ålberga GIF. Han spelade som junior även för IFK Norrköping. 2011 spelade han 11 matcher för Nyköpings BIS i division 2 och under 2012 spelade han 21 matcher samt gjorde tre mål för klubben.
I augusti 2012 skrev han på för Åtvidabergs FF, men anslöt inte förrän efter säsongen. Han gjorde sin allsvenska debut den 25 april 2014 mot Örebro SK. Matchen slutade med en 3–2 förlust för Åtvidaberg och Nordenberg blev inbytt i den 80:e minuten mot Andreas Dahlén. Efter säsongen 2015 fick Nordenberg lämna klubben.
I mars 2016 värvades Nordenberg av isländska Víkingur Ólafsvík. I januari 2017 återvände han till Nyköpings BIS.

## Karriärstatistik
| Klubb              | Säsong             | Liga                      | Liga    | Liga | Nationell cup | Nationell cup | Totalt  | Totalt |
| Klubb              | Säsong             | Division                  | Matcher | Mål  | Matcher       | Mål           | Matcher | Mål    |
| ------------------ | ------------------ | ------------------------- | ------- | ---- | ------------- | ------------- | ------- | ------ |
| Nyköpings BIS      | 2011               | Division 2 Södra Svealand | 11      | 0    | 0             | 0             | 11      | 0      |
| Nyköpings BIS      | 2012               | Division 2 Södra Svealand | 21      | 3    | 2             | 0             | 23      | 3      |
| Nyköpings BIS      | Totalt             | Totalt                    | 32      | 3    | 2             | 0             | 34      | 3      |
| Åtvidabergs FF     | 2013               | Allsvenskan               | 0       | 0    | 0             | 0             | 0       | 0      |
| Åtvidabergs FF     | 2014               | Allsvenskan               | 12      | 0    | 1             | 0             | 13      | 0      |
| Åtvidabergs FF     | 2015               | Allsvenskan               | 19      | 0    | 1             | 0             | 20      | 0      |
| Åtvidabergs FF     | Totalt             | Totalt                    | 31      | 0    | 2             | 0             | 33      | 0      |
| Víkingur Ólafsvík  | 2016               | Úrvalsdeild               | 22      | 1    | 1             | 0             | 23      | 1      |
| Nyköpings BIS      | 2017               | Division 1 Norra          | 24      | 0    | 3             | 0             | 27      | 0      |
| Nyköpings BIS      | 2018               | Division 1 Norra          | 20      | 3    | 1             | 0             | 21      | 3      |
| Nyköpings BIS      | 2019               | Division 1 Norra          | 22      | 3    | 3             | 0             | 25      | 3      |
| Nyköpings BIS      | 2020               | Division 1 Norra          | 27      | 5    | 2             | 0             | 29      | 5      |
| Nyköpings BIS      | 2021               | Division 2 Södra Svealand | 28      | 8    | 1             | 0             | 29      | 8      |
| Nyköpings BIS      | 2022               | Division 2 Södra Svealand | 13      | 1    | 2             | 3             | 15      | 4      |
| Nyköpings BIS      | 2023               | Division 2 Södra Svealand | 18      | 4    | 0             | 0             | 18      | 4      |
| Nyköpings BIS      | Totalt             | Totalt                    | 152     | 24   | 12            | 3             | 164     | 27     |
| Totalt i karriären | Totalt i karriären | Totalt i karriären        | 237     | 28   | 17            | 3             | 254     | 31     |